# Угнать за 60 секунд (фильм, 1974)
«Угнать за 60 секунд» (англ. Gone in 60 Seconds) — американский художественный фильм 1974 года. Сценаристом, режиссёром, продюсером и исполнителем главной роли в фильме стал Г. Б. Халицки.
В 2000 году вышел одноимённый ремейк с Николасом Кейджем в главной роли.

## Сюжет
Мэйндриан Пэйс (Г. Б. Халицки), главный герой фильма — опытный автоугонщик, руководящий бандой себе подобных. Угон машин он совмещает с легальной деятельностью — работая агентом страховой компании. 400 тысяч долларов — сумма, которую южно-американские «партнёры» готовы заплатить за 48 автомобилей. Почти все автомобили из списка были угнаны без особых проблем. Но полиция не хочет мириться с печальной статистикой. Кроме того, предатель в команде сдает Пэйса полицейским. Но ему осталось угнать всего-лишь одну машину — Ford Mustang Mach 1. Вот только полиция уже идет по пятам.

## Список автомобилей
- 1 — 1974 Cadillac Fleetwood Brougham — Мэрион
- 2 — 1974 Cadillac Fleetwood Seventy-Five — Донна
- 3 — 1974 Cadillac Fleetwood Seventy-Five — Марта
- 4 — 1973 Cadillac Fleetwood Seventy-Five — Дайан
- 5 — 1971 Cadillac Fleetwood Seventy-Five — Николь
- 6 — 1972 Cadillac Fleetwood Seventy-Five — Руби
- 7 — 1972 Lincoln Continental Mark IV Limousine — Джули
- 8 — 1971 White-Freightliner WFT 6364 — Фрэнсис
- 9 — 1973 Cadillac Coupe DeVille — Мэри
- 10 — 1972 Mercedes-Benz 450SE — Джоан
- 11 — 1930 Hudson Great Eight — Беверли
- 12 — 1974 Cadillac Coupe DeVille — Патриция
- 13 — 1974 Lincoln Continental Mark IV — Рут
- 14 — 1927 Citroën B14 Conduite — Элизабет
- 15 — 1971 Rolls-Royce Silver Shadow — Терри
- 16 — 1924 Rolls-Royce Silver Ghost — Айлин
- 17 — 1972 Plymouth Barracuda — Сьюзан
- 18 — 1970 Jaguar E-Type — Клаудия
- 19 — 1959 Rolls-Royce Phantom V — Рози
- 20 — 1970 Rolls-Royce Silver — Мария
- 21 — 1972 Ferrari Daytona 365 GTB — Шэрон
- 22 — 1970 Rolls-Royce Silver Shadow — Кэти
- 23 — 1953 Chrysler Coupe Elegance — Алиса
- 24 — 1972 Cadillac Fleetwood Station — Леона
- 25 — 1971 Rolls-Royce Silver — Келли
- 26 — 1971 Cadillac Eldorado — Нэнси
- 27 — 1973 Jensen Interceptor — Бетти
- 28 — 1971 Citroën SM — Патти
- 29 — 1962 Ferrari 340 America — Джуди
- 30 — 1966 Rolls-Royce Silver Cloud II — Кэри
- 31 — 1966 Rolls-Royce Silver Cloud III — Джеки
- 32 — 1973 Cadillac Eldorado — Лори
- 33 — 1972 Maserati Ghibli Coupe — Сэнди
- 34 — 1971 Chevrolet Vega — Кристи
- 35 — 1969 Chevrolet Corvette — Мишель
- 36 — 1967 Lamborghini Miura — Трэйси
- 37 — 1969 De Tomaso Mangusta — Мэрилин
- 38 — 1971 De Tomaso Pantera — Максин
- 39 — 1968 Intermeccanica Italia GFX — Лорна
- 40 — 1971 Chevrolet Corvette Stingray — Джин
- 41 — 1949 Ferrari V12 — Паула
- 42 — 1966 Lotus Europa S1 — Рене
- 43 — 1974 Manta Mirage — Энни
- 44 — 1971 Ford «Big Oly» Bronco — Джанет
- 45 — 1972 Stutz Blackhawk — Карен
- 46 — 1957 Mercedes-Benz 300SL — Дороти
- 47 — 1973 Stutz Blackhawk — Дорис
- 48 — 1973 Ford Mustang — Элеонор

## Интересные факты
- Автомобиль Ford Mustang по прозвищу «Элеонор» указан в титрах наравне с остальными актёрами.
- Номерной знак первой угнанной машины из списка (1971 Rolls-Royce Silver Shadow — Терри) — HBH, это инициалы Г. Б. Халицки.
- Столкновение «Элеонор» со столбом на хайвее не было запланировано. Водитель «Кадиллака», будучи подрезанным Халицки, не сумел сориентироваться и задел «Мустанг», из-за чего тот развернуло и машина передним левым крылом вырвала столб.
- На некоторых кадрах заметно, что у «Элеонор» установлен спортивный трёхспицевый руль вместо оригинального.
- «Кадиллаки», разбитые полицейской машиной в автосалоне «Moran Cadillac», Тоби выкупил по дешёвке только после того, как они приобрели не товарный вид.
- Всего было разбито 93 машины за 97 минут экранного времени.
- Полицейские, пожарные, медики, прохожие — все были настоящими. Многие даже не знали, что снимают фильм, поэтому реакция на происходящее была вполне реальная.
- Финальный прыжок в ремейке был сделан практически без участия каскадёров. Машину просто разогнали специальным аппаратом до нужной скорости. После приземления автомобиль не подлежал восстановлению. Финальный прыжок оригинального фильма был снят со 2-го дубля без применения каких-либо посторонних устройств. За рулём был сам «Тоби». Машина, поднявшись в воздух почти на десяток метров и пролетев 40, оставалась на ходу. Во время приземления Халицки получил смещение 10 позвонков и стал прихрамывать.
- Для съемок был использован лишь один Ford Mustang (не в модификации «Mach 1») (в отличие от ремейка). На него был установлен каркас безопасности и гоночные ремни. Двигатель «351 Windsor», объёмом 5,7 литров, был модифицирован самим Халицки.
- В настоящее время машина в том же состоянии, что и после съёмок, находится у вдовы Тоби — Дениз Халицки. Автомобиль всё ещё на ходу. В настоящее время машина находится в музее The Petersen, Los Angeles.
- В кадре постоянно говорится, что герой Халицки угнал машину 1973 года — на самом деле в фильме снимался «Мустанг» 1971 года, на который установили решётку радиатора от модели 1973 года.
- В 2008 году Дениз Шакириан-Халицки выиграла дело против Кэролла Шелби об авторских правах на название «Элеонор», которое использовали множество авто-ателье, создававших копии «Shelby Mustang» 1967 года, фигурировавшего в ремейке.
- Официального сценария для фильма никогда не существовало. Были лишь пара листов рукописного текста с немногочисленными диалогами. Халицки сам предоставил большинство машин для съёмок.
- С использованием сцен погони и аварий из данной картины, в 1991 году, был снят фильм «Большая заваруха».